# Rollinia mucosa
Rollinia mucosa (Jacq.) Baill. – gatunek rośliny z rodziny flaszowcowatych (Annonaceae Juss.). Występuje naturalnie na Karaibach, w Ameryce Centralnej oraz Ameryce Południowej. Ponadto jest uprawiany w innych tropikalnych regionach świata. W Brazylii jadalne owoce tego gatunku występują pod popularną nazwą biribá. 

## Rozmieszczenie geograficzne
Rośnie naturalnie na Karaibach, w Ameryce Centralnej oraz Ameryce Południowej. Występuje w takich krajach jak Meksyk (w stanach Chiapas i Veracruz), Belize, Gwatemala, Honduras, Nikaragua, Kostaryka, Panama, Haiti, Dominikana, na wyspach Portoryko, Gwadelupie, Martynice i Trynidadzie, w Kolumbii, Wenezueli, Gujanie, Ekwadorze, Peru, Brazylii (w stanach Acre, Amazonas, Pará, Bahia, Mato Grosso, Minas Gerais, Rio de Janeiro i Rio Grande do Sul) oraz Boliwii (w departamencie Beni). 

## Morfologia
PokrójZimozielone drzewo dorastające do 10 m wysokości. Kora ma brązowoszarawą barwę.
LiścieMają podłużnie eliptyczny kształt. Mierzą 15–25 cm długości oraz 8–11 cm szerokości. Są skórzaste, owłosione od spodu. Nasada liścia jest ostrokątna. Blaszka liściowa jest o spiczastym wierzchołku. Ogonek liściowy jest nagi i dorasta do 5–10 mm długości.
KwiatySą pojedyncze, rozwijają się w kątach pędów. Mierzą 2–3,5 cm średnicy. Działki kielicha mają trójkątny kształt i dorastają do 3–4 mm długości. Płatki zewnętrzne są z występem grzbietowym, natomiast wewnętrzne są mniejsze, w formie łusek.
OwoceSynkarpiczne, o kształcie od kulistego do podłużnego, z zaokrąglonymi wypustkami i czarnymi kropkami przy wierzchołku. Są omszone, osadzone na szypułkach. Osiągają 10–20 cm długości i 7–20 cm szerokości. Mają ciemnozielony kolor, później przebarwiając się na żółtawo. Miąższ jest włóknisty i śluzowaty. Owoce wydzielają zapach.

## Biologia i ekologia
Kwitnie od maja do czerwca, natomiast owoce dojrzewają od lipca do listopada. 

## Zastosowanie
Owoce są spożywane świeże lub w postaci soku. W Brazylii sfermentowany sok dodaje się do wina. Żółte i twarde drewno służy do budowy łodzi. W medycynie owoce wykorzystywane są jako lek orzeźwiający i przeciwszkorbutowy. Ponadto sproszkowane nasiona są używane jako lekarstwo na zapalenie jelit. 
100 g jadalnej części owoców dostarcza 80 kalorii. Zawartość składników odżywczych w 100 g owoców przedstawia poniższa tabela:
| kalorie          | 80                           |
| woda             | 77.2 g                       |
| proteiny         | 2.8 g                        |
| lipidy           | 0.2 g                        |
| glicerydy        | 19.1 g                       |
| włókno           | 1,3 g                        |
| wapń             | 24 mg                        |
| fosfor           | 26 mg                        |
| żelazo           | 1,2 mg                       |
| witamina B1      | 0,04 mg                      |
| witamina B2      | 0,04 mg                      |
| niacyna          | 0,5 mg                       |
| kwas askorbinowy | 33,0 mg                      |
| aminokwasy       | (mg na gram azotu (N = 6,25) |
| lizyna           | 316 mg                       |
| metionina        | 178 mg                       |
| treonina         | 219 mg                       |
| tryptofan        | 57 mg                        |

Źródło: hort.purdue.edu